# 二宮常雄
二宮 常雄（にのみや つねお、1940年5月30日 - 2023年9月）は、日本の男性アニメーター、キャラクターデザイナーである。

## 人物
東京都出身。東京デザイナー学院夜間部の1期生として在学中の26歳の時、「ピー・プロダクション」の下請け会社に入社、学校を中退して働きだしたものの、勝手がわからず、制作進行への異動を薦められるも固辞。その後ピープロ本社からの誘いを受けて、『ハリスの旋風』の第二原画（ただし当時の第二原画は、第一原画の描き起こし的な役割だった）を担当したのがデビューであるという。その後フリーとなり、元虫プロの坂本雄作が設立したジャック内のアニマスプロダクションに所属して、山本繁、坂本雄作らに学び、再びフリーとなってからはタツノコプロの仕事を行なうようになり、『ハクション大魔王』を経て、『いなかっぺ大将』では、総監督の笹川ひろしの要請もあって自身の個性を出すことに執心し、この作品で自身の作風を確立する。『科学忍者隊ガッチャマン』で宮本貞雄の下でリアルキャラクターものを習得。その後も『破裏拳ポリマー』などのタツノコ作品で活躍し、ファンクラブが結成される人気を持った。
1982年5月、作画スタジオの「二宮事務所」を設立し主宰するが数年で解散。その後はスタジオぴえろ（現・ぴえろ）を拠点とし、本社作画室長や福岡分室指導アニメーターを歴任した。2014年に再びフリーとなり、2019年頃まで第一線のアニメーターとして活動していた。
作業中は、音楽を聴きながら作画をするという基本姿勢を貫いており、一時期は集中するがあまり鼻歌のつもりが普通に歌ってしまっていることがあり、「歌うアニメーター」とあだ名されていたこともあった。
2023年9月死去、83歳没。訃報は同年12月9日にマンガ・アニメ研究家の星まことのブログで明らかにされた。

## 主な参加作品

### テレビアニメ
- ドカチン（1968-1969年）作画
- ハクション大魔王（1969-1970年）作画
- いなかっぺ大将（1970-1972年）作画
- 科学忍者隊ガッチャマン（1972-1974年）原画
- 破裏拳ポリマー（1974-1975年）総作画監督
- 宇宙の騎士テッカマン（1975年）作画監修
- ゴワッパー5 ゴーダム（1976年）作画・作画監督
- 科学忍者隊ガッチャマンII（1978-1979年）原画
- 合身戦隊メカンダーロボ（1977年）作画・作画監督
- ザ☆ウルトラマン（1979年）キャラクターデザイン・作画監修
- 森の陽気な小人たちベルフィーとリルビット（1980年）原画
- タイムボカンシリーズ
  - タイムパトロール隊オタスケマン（1980-1981年）作画監督
  - ヤットデタマン（1981-1982年）作画監督
  - 逆転イッパツマン（1982-1983年）原画作監
  - イタダキマン（1983年）作画監督
- 伝説巨神イデオン（1980年）作画監督
- 白い牙 ホワイトファング物語（1982年）作画監督
- ななこSOS（1983年）メインキャラクターデザイン・オープニング作画・作画監督
- 装甲騎兵ボトムズ（1983年-1984年）原画
- 銀河漂流バイファム（1984年）作画監督
- 超攻速ガルビオン（1984年）アニメーションキャラクター・サブキャラクターデザイン・総作画監督
- 機甲界ガリアン（1984年）オープニング原画・作画監督
- メイプルタウン物語（1986年）キャラクターデザイン・作画監督
- 新メイプルタウン物語 パームタウン編（1987年）作画監督
- ビックリマン（1987-1989年）作画監督
- まじかるハット（1989-1990年）キャラクターデザイン
- からくり剣豪伝ムサシロード（1990-1991年）キャラクターデザイン
- ノンタンといっしょ（1992-1994年）キャラクターデザイン
- 疾風!アイアンリーガー（1993-1994年）キャラクターデザイン
- とっても!ラッキーマン（1994-1995年）作画監督
- 中華一番!（1997-1998年）キャラクターデザイン
- 小さな巨人 ミクロマン（1999年）作画監督
- ぐるぐるタウンはなまるくん（1999-2001年）キャラクターデザイン
- しあわせソウのオコジョさん（2001年）作画監督
- アソボット戦記五九（2002年）キャラクターデザイン
- KURAU Phantom Memory（2004年）作画監督・原画
- かいけつゾロリ（2004年-2005年）原画
- 遊☆戯☆王デュエルモンスターズGX（2004-2008年、OP・ED原画）
- トリニティ・ブラッド（2005年）作画監督
- 甲虫王者ムシキング 森の民の伝説（2005年-2006年）作画監督
- 妖逆門（2006年）作画監督
- 妖怪人間ベム（2006年）原画
- BLUE DRAGON（2007年）キャラクターデザイン・作画監督・原画
- BLUE DRAGON 天界の七竜（2008年）キャラクターデザイン・作画監督・原画
- 花咲ける青少年（2009年）作画監督
- テガミバチ（2010年）原画
- テガミバチ REVERSE（2010年）原画
- 俺たちに翼はない（2011年）原画
- べるぜバブ（2011年）原画
- 青の祓魔師（2011年）原画
- SKET DANCE（2011年）原画
- 男子高校生の日常（2012年）原画
- 忍たま乱太郎（2012年）原画
- 貧乏神が!（2012年）原画
- キングダム（2012年）原画
- 新世界より（2012年）原画
- ポケットモンスター ベストウイッシュ シーズン2 エピソードN（2013年）原画
- ポケットモンスター XY（2013年）原画
- ノブナガ・ザ・フール（2014年）原画
- アルスラーン戦記（2015年）原画
- ロクでなし魔術講師と禁忌教典（2017年）原画
- 妖怪アパートの幽雅な日常（2017年）原画
- キリングバイツ（2018年）原画
- 異世界魔王と召喚少女の奴隷魔術（2018年）原画

### OVA
- 爆走サーキット・ロマン TWIN（1989年）キャラクターデザイン・作画監督
- ウルトラマングラフィティ おいでよ!ウルトラの国（1990年）キャラクターデザイン※楠本祐子・近藤高光と共同
- 疾風!アイアンリーガー 銀光の旗の下に（1994年）キャラクターデザイン
- ソニック・ザ・ヘッジホッグ（1996年）キャラクターデザイン・作画監督
- 殺し屋1 THE ANIMATION EPISODE.0（2002年）キャラクターデザイン

### 劇場アニメ
- いなかっぺ大将 猛獣の中にわれ一人だス オオ!ミステークだス（1971年）作画監督
- いなかっぺ大将 猫も歩けば雀に当る出ス 当るも当らぬも時の運だス（1971年）作画監督
- 宇宙戦艦ヤマト 完結編（1983年）原画
- 地球物語 ―テレパス2500―（1984年）原画
- オーディーン　光子帆船スターライト（1985年）原画
- おそ松くん（1989年）作画監督
- 劇場版ポケットモンスター アドバンスジェネレーション ミュウと波導の勇者 ルカリオ（2005年）原画
- 劇場版ポケットモンスター アドバンスジェネレーション ポケモンレンジャーと蒼海の王子 マナフィ（2006年）原画
- 劇場版BLEACH MEMORIES OF NOBODY（2006年）原画
- 劇場版BLEACH Fade to Black 君の名を呼ぶ（2008年）第二原画
- 劇場版 NARUTO -ナルト- そよ風伝 ナルトと魔神と3つのお願いだってばよ!!（2010年）原画
- 鬼神伝（2011年）原画
- 劇場版 NARUTO -ナルト- 炎の中忍試験! ナルトVS木ノ葉丸!!（2011年）原画

### 配信アニメ
- アニメーター列伝「ピンクパンダランナー」（2006年）原作・作画
- 美少女戦士セーラームーンCrystal（2014年）原画
- 恐竜少女ガウ子（2019年）作画監督・原画